# Vixen (azienda)
Vixen è un'azienda giapponese che realizza telescopi, binocoli, cannocchiali, microscopi e accessori per i propri prodotti.

## Prodotti
Vixen è stata la prima azienda al mondo a commercializzare telescopi dotati di puntamento automatico "GoTo".
Vixen ha creato due configurazioni ottiche inedite per i propri telescopi catadiottrici, con design a tubo aperto, privo di lastra correttrice.
Vixen commercializza infatti telescopi Klevtsov–Cassegrain, il cui design si basa sul più comune Maksutov–Cassegrain, e telescopi VISAC (Vixen Sixth-Order Aspheric Cassegrain), basati sui Cassegrain e privi di coma e astigmatismo.
Vengono poi prodotti anche telescopi rifrattori, cannocchiali, binocoli, microscopi, astroinseguitori, montature equatoriali ed altazimutali, bussole, altimetri, oculari e diversi tipi di accessori.
Vixen, in contrapposizione al marchio Losmandy, è diventato uno standard ("piastre Vixen") nei sistemi di piastre e anelli per telescopi.
Dal 2006 la Vixen ha iniziato una collaborazione con la statunitense Tele Vue.